# 핫초나와테역
핫초나와테역(일본어: 八丁畷駅、はっちょうなわてえき)(영어: Hatchō-nawate Station)은 일본 가나가와현 가와사키시 가와사키구에 있는 게이힌 급행 전철(게이큐)과 동일본 여객철도(JR동일본)의 역이다.
양사의 공동 사용역이고, 게이힌 급행 전철의 관할역이다.

## 이용 가능한 철도 노선
- 게이힌 급행 전철
  -  본선
- 동일본 여객철도
  - 난부 선(하마카와사키 지선)

## 타는 곳

### 게이힌 급행 전철
| 1 | ■ 본선 | 요코하마·신즈시·우라가·미사키구치 방면                             |
| 2 | ■ 본선 | 게이큐 가마타·하네다 공항·시나가와·센가쿠지·○도영 아사쿠사 선 방면 |

### 동일본 여객철도
| ■ 난부 선 | 싯테 방면         |
| ■ 난부 선 | 하마카와사키 방면 |

## 이용 상황
게이힌 급행 전철
2008년도 1일 평균 승강 인원은 13,759명이었다. 이 수치는 케이힌 급행 전철 전 72역중 49위이다.
동일본 여객철도
2009년도 1일 평균 승차 인원은 1,187명이었다.

## 역사
- 1916년 12월 25일 - 게이힌 전기 철도(京浜電気鉄道) 가와사키 역 - 이치바 역 간에 개업.
- 1930년 3월 25일 - 난부 철도(南武鉄道) 화물 지선 싯테역 - 하마카와사키역 개통시에 핫초나와테 정류소로서 개업.
- 1930년 4월 10일 - 난부 철도가 여객 영업을 개시.
- 1942년 5월 1일 - 게이힌 전기 철도가 도쿄 급행 전철에 합병되고 게이힌 전기 철도의 도쿄 급행 전철의 역이 된다.
- 1944년 4월 1일 - 난부 철도가 국유화되고 난부 철도의 정류소는 일본국유철도 난부 선의 역이 된다.
- 1948년 6월 1일 - 게이힌 급행 전철이 발족하며 도쿄 급행 전철의 역은 게이힌 급행 전철의 역이 된다. 화불 취급을 폐지.
- 1987년 4월 1일 - 국철 분할 민영화에 의해 일본국유철도의 역은 동일본 여객철도의 역이 된다.
- 2002년 12월 10일 - IC 커드 승차권 Suica의 공용을 개시.

## 인접한 역
| 동일본 여객철도 난부 선 하마카와사키 지선 | 동일본 여객철도 난부 선 하마카와사키 지선 | 동일본 여객철도 난부 선 하마카와사키 지선 |
| ----------------------------------------- | ----------------------------------------- | ----------------------------------------- |
| JN 02 싯테 방면                           | 난부 선 하마카와사키 지선                 | JN 52 가와사키신마치 하마카와사키 방면    |
| 게이힌 급행 전철 본선                     |                                           |                                           |
| KK20 게이큐 가와사키 시나가와 방면        | ■ 게이큐 본선 보통                        | KK28 쓰루미이치바 우라가 방면             |